# Senatori del Rhode Island
Il Rhode Island anche se è una delle 13 colonie che hanno partecipato alla rivoluzione Americana, ha ratificato la costituzione solamente il 29 maggio 1790. I senatori appartengono alla classe 1 e 2. Gli attuali senatori sono i democratici Jack Reed e Sheldon Whitehouse.

## Elenco

### Classe 1
| N.                                       | Foto                                     | Senatore                                 | Partito                                  | Carica                                   | Carica                                   | Congresso                                     | Mandato                                                 | Storia elettorale                                            |
| N.                                       | Foto                                     | Senatore                                 | Partito                                  | Inizio                                   | Termine                                  | Congresso                                     | Mandato                                                 | Storia elettorale                                            |
| ---------------------------------------- | ---------------------------------------- | ---------------------------------------- | ---------------------------------------- | ---------------------------------------- | ---------------------------------------- | --------------------------------------------- | ------------------------------------------------------- | ------------------------------------------------------------ |
| Vacante                                  | Vacante                                  | Vacante                                  | Vacante                                  | 29 maggio 1790                           | 7 giugno 1790                            | 1                                             | 1                                                       | Elezione avvenuta dopo l'ammissione                          |
| 1                                        |                                          | Theodore Foster                          | Pro- Amministrazione                     | 7 giugno 1790                            | 3 marzo 1803                             | 1                                             | 1                                                       | Eletto nel 1790                                              |
| 1                                        | 2                                        | Theodore Foster                          | Pro- Amministrazione                     | 7 giugno 1790                            | 3 marzo 1803                             | 2                                             | Rieletto nel 1791                                       |                                                              |
| 1                                        | 3                                        | Theodore Foster                          | Pro- Amministrazione                     | 7 giugno 1790                            | 3 marzo 1803                             | 2                                             | Rieletto nel 1791                                       |                                                              |
| 1                                        | Federalista                              | Theodore Foster                          | 4                                        | 7 giugno 1790                            | 3 marzo 1803                             | 2                                             | Rieletto nel 1791                                       |                                                              |
| 1                                        | Federalista                              | Theodore Foster                          | 5                                        | 7 giugno 1790                            | 3 marzo 1803                             | 3                                             | Rieletto nel 1797 Ritiratosi                            |                                                              |
| 1                                        | Federalista                              | Theodore Foster                          | 6                                        | 7 giugno 1790                            | 3 marzo 1803                             | 3                                             | Rieletto nel 1797 Ritiratosi                            |                                                              |
| 1                                        | Federalista                              | Theodore Foster                          | 7                                        | 7 giugno 1790                            | 3 marzo 1803                             | 3                                             | Rieletto nel 1797 Ritiratosi                            |                                                              |
| 2                                        |                                          | Samuel J. Potter                         | Democratico- Repubblicano                | 4 marzo 1803                             | 14 ottobre 1804                          | 8                                             | 1/2                                                     | Eletto nel 1802 Deceduto                                     |
| Vacante                                  | Vacante                                  | Vacante                                  | Vacante                                  | 14 ottobre 1804                          | 29 ottobre 1804                          | 8                                             | 1/2                                                     |                                                              |
|                                          |                                          | Benjamin Howland                         | Democratico- Repubblicano                | 29 ottobre 1804                          | 3 marzo 1809                             | 8                                             | 1/2                                                     | Eletto per terminare il mandato Ritiratosi                   |
| 3                                        | 9                                        | Benjamin Howland                         | Democratico- Repubblicano                | 29 ottobre 1804                          | 3 marzo 1809                             |                                               | 1/2                                                     | Eletto per terminare il mandato Ritiratosi                   |
| 3                                        | 10                                       | Benjamin Howland                         | Democratico- Repubblicano                | 29 ottobre 1804                          | 3 marzo 1809                             |                                               | 1/2                                                     | Eletto per terminare il mandato Ritiratosi                   |
| 4                                        |                                          | Francis Malbone                          | Federalista                              | 4 marzo 1809                             | 4 giugno 1809                            | 11                                            | 1/2                                                     | Eletto nel 1808 Deceduto                                     |
| Vacante                                  | Vacante                                  | Vacante                                  | Vacante                                  | 4 giugno 1809                            | 26 giugno 1809                           | 11                                            | 1/2                                                     |                                                              |
|                                          |                                          | Christopher G. Champlin                  | Federalista                              | 26 giugno 1809                           | 12 ottobre 1811                          | 11                                            | 1/2                                                     | Eletto per terminare il mandato Dimessomi                    |
| 5                                        | 12                                       | Christopher G. Champlin                  | Federalista                              | 26 giugno 1809                           | 12 ottobre 1811                          |                                               | 1/2                                                     | Eletto per terminare il mandato Dimessomi                    |
| Vacante                                  | Vacante                                  | Vacante                                  | Vacante                                  | 12 ottobre 1811                          | 28 ottobre 1811                          |                                               | 1/2                                                     |                                                              |
|                                          | 12                                       |                                          | William Hunter                           | Federalista                              | 28 ottobre 1811                          | 3 marzo 1821                                  | 1/2                                                     | Eletto per terminare il mandato                              |
| 6                                        | 13                                       |                                          | William Hunter                           | Federalista                              | 28 ottobre 1811                          | 3 marzo 1821                                  | 1/2                                                     | Eletto per terminare il mandato                              |
| 6                                        | 14                                       | 1                                        | William Hunter                           | Federalista                              | 28 ottobre 1811                          | 3 marzo 1821                                  | Eletto nel 1814                                         |                                                              |
| 6                                        | 15                                       | 1                                        | William Hunter                           | Federalista                              | 28 ottobre 1811                          | 3 marzo 1821                                  | Eletto nel 1814                                         |                                                              |
| 6                                        | 16                                       | 1                                        | William Hunter                           | Federalista                              | 28 ottobre 1811                          | 3 marzo 1821                                  | Eletto nel 1814                                         |                                                              |
| 7                                        |                                          | James DeWolf                             | Democratico- Repubblicano                | 4 marzo 1821                             | 31 ottobre 1825                          | 17                                            | 1/2                                                     | Eletto nel 1820 Dimessosi                                    |
| 7                                        | 18                                       | James DeWolf                             | Democratico- Repubblicano                | 4 marzo 1821                             | 31 ottobre 1825                          |                                               | 1/2                                                     | Eletto nel 1820 Dimessosi                                    |
| 7                                        | Anti- Jacksoniano                        | James DeWolf                             | 19                                       | 4 marzo 1821                             | 31 ottobre 1825                          |                                               | 1/2                                                     | Eletto nel 1820 Dimessosi                                    |
| 8                                        |                                          | Asher Robbins                            | 19                                       | Anti- Jacksoniano                        | 31 ottobre 1825                          | 3 marzo 1839                                  | 1/2                                                     | Eletto per terminare il mandato                              |
| 8                                        | 20                                       | Asher Robbins                            | 1                                        | Anti- Jacksoniano                        | 31 ottobre 1825                          | 3 marzo 1839                                  | Rieletto nel 1827                                       |                                                              |
| 8                                        | 21                                       | Asher Robbins                            | 1                                        | Anti- Jacksoniano                        | 31 ottobre 1825                          | 3 marzo 1839                                  | Rieletto nel 1827                                       |                                                              |
| 8                                        | 22                                       | Asher Robbins                            | 1                                        | Anti- Jacksoniano                        | 31 ottobre 1825                          | 3 marzo 1839                                  | Rieletto nel 1827                                       |                                                              |
| 8                                        | 23                                       | Asher Robbins                            | 2                                        | Anti- Jacksoniano                        | 31 ottobre 1825                          | 3 marzo 1839                                  | Rieletto nel 1833                                       |                                                              |
| 8                                        | 24                                       | Asher Robbins                            | 2                                        | Anti- Jacksoniano                        | 31 ottobre 1825                          | 3 marzo 1839                                  | Rieletto nel 1833                                       |                                                              |
| 8                                        | Whig                                     | Asher Robbins                            | 2                                        | 25                                       | 31 ottobre 1825                          | 3 marzo 1839                                  | Rieletto nel 1833                                       |                                                              |
| 9                                        |                                          | Nathan F. Dixon I                        | Whig                                     | 4 marzo 1839                             | 29 gennaio 1842                          | 26                                            | 1/2                                                     | Eletto nel 1838 Deceduto                                     |
| 9                                        | 27                                       | Nathan F. Dixon I                        | Whig                                     | 4 marzo 1839                             | 29 gennaio 1842                          |                                               | 1/2                                                     | Eletto nel 1838 Deceduto                                     |
| Vacante                                  | Vacante                                  | Vacante                                  | Vacante                                  | 29 gennaio 1842                          | 18 febbraio 1842                         |                                               | 1/2                                                     |                                                              |
|                                          |                                          | William Sprague III                      | Whig                                     | 18 febbraio 1842                         | 17 gennaio 1844                          | Eletto per terminare il mandato               | 1/2                                                     |                                                              |
| 10                                       | 28                                       | William Sprague III                      | Whig                                     | 18 febbraio 1842                         | 17 gennaio 1844                          | Eletto per terminare il mandato               | 1/2                                                     |                                                              |
| Vacante                                  | Vacante                                  | Vacante                                  | Vacante                                  | 17 gennaio 1844                          | 25 gennaio 1844                          |                                               | 1/2                                                     |                                                              |
| 11                                       | 28                                       |                                          | John B. Francis                          | Ordine e Giustizia                       | 25 gennaio 1844                          | 3 marzo 1845                                  | 1/2                                                     | Eletto per terminare il mandato Ritiratosi                   |
| 12                                       |                                          | Albert C. Greene                         | Whig                                     | 4 marzo 1845                             | 3 marzo 1851                             | 29                                            | 1                                                       | Eletto nel 1844 Ritiratosi                                   |
| 12                                       | 30                                       | Albert C. Greene                         | Whig                                     | 4 marzo 1845                             | 3 marzo 1851                             |                                               | 1                                                       | Eletto nel 1844 Ritiratosi                                   |
| 12                                       | 31                                       | Albert C. Greene                         | Whig                                     | 4 marzo 1845                             | 3 marzo 1851                             |                                               | 1                                                       | Eletto nel 1844 Ritiratosi                                   |
| 13                                       |                                          | Charles T. James                         | Democratico                              | 4 marzo 1851                             | 3 marzo 1857                             | 32                                            | 1                                                       | Eletto nel 1851 Ritiratosi                                   |
| 13                                       | 33                                       | Charles T. James                         | Democratico                              | 4 marzo 1851                             | 3 marzo 1857                             |                                               | 1                                                       | Eletto nel 1851 Ritiratosi                                   |
| 13                                       | 34                                       | Charles T. James                         | Democratico                              | 4 marzo 1851                             | 3 marzo 1857                             |                                               | 1                                                       | Eletto nel 1851 Ritiratosi                                   |
| 14                                       |                                          | James F. Simmons                         | Repubblicano                             | 4 marzo 1857                             | 15 agosto 1862                           | 35                                            | 1/2                                                     | Eletto nel 1856 Dimessosi                                    |
| 14                                       | 36                                       | James F. Simmons                         | Repubblicano                             | 4 marzo 1857                             | 15 agosto 1862                           |                                               | 1/2                                                     | Eletto nel 1856 Dimessosi                                    |
| 14                                       | 37                                       | James F. Simmons                         | Repubblicano                             | 4 marzo 1857                             | 15 agosto 1862                           |                                               | 1/2                                                     | Eletto nel 1856 Dimessosi                                    |
| Vacante                                  | Vacante                                  | Vacante                                  | Vacante                                  | 15 agosto 1862                           | 1 dicembre 1862                          |                                               | 1/2                                                     |                                                              |
| 15                                       |                                          | Samuel G. Arnold                         | Repubblicano                             | 1 dicembre 1862                          | 3 marzo 1863                             | Eletto per terminare il mandato               | 1/2                                                     |                                                              |
| 16                                       |                                          | William Sprague IV                       | Repubblicano                             | 4 marzo 1863                             | 3 marzo 1875                             | 38                                            | 1                                                       | Eletto nel 1862                                              |
| 16                                       | 39                                       | William Sprague IV                       | Repubblicano                             | 4 marzo 1863                             | 3 marzo 1875                             |                                               | 1                                                       | Eletto nel 1862                                              |
| 16                                       | 40                                       | William Sprague IV                       | Repubblicano                             | 4 marzo 1863                             | 3 marzo 1875                             |                                               | 1                                                       | Eletto nel 1862                                              |
| 16                                       | 41                                       | William Sprague IV                       | Repubblicano                             | 4 marzo 1863                             | 3 marzo 1875                             | 2                                             | Rieletto nel 1868 Ritiratosi                            |                                                              |
| 16                                       | 42                                       | William Sprague IV                       | Repubblicano                             | 4 marzo 1863                             | 3 marzo 1875                             | 2                                             | Rieletto nel 1868 Ritiratosi                            |                                                              |
| 16                                       | 43                                       | William Sprague IV                       | Repubblicano                             | 4 marzo 1863                             | 3 marzo 1875                             | 2                                             | Rieletto nel 1868 Ritiratosi                            |                                                              |
| 17                                       |                                          | Ambrose Burnside                         | Repubblicano                             | 4 marzo 1875                             | 13 settembre 1881                        | 44                                            | 1                                                       | Eletto nel 1875                                              |
| 17                                       | 45                                       | Ambrose Burnside                         | Repubblicano                             | 4 marzo 1875                             | 13 settembre 1881                        |                                               | 1                                                       | Eletto nel 1875                                              |
| 17                                       | 46                                       | Ambrose Burnside                         | Repubblicano                             | 4 marzo 1875                             | 13 settembre 1881                        |                                               | 1                                                       | Eletto nel 1875                                              |
| 17                                       | 47                                       | Ambrose Burnside                         | Repubblicano                             | 4 marzo 1875                             | 13 settembre 1881                        | 1/2                                           | Rieletto nel 1881 Deceduto                              |                                                              |
| Vacante                                  | Vacante                                  | Vacante                                  | Vacante                                  | 13 settembre 1881                        | 1 ottobre 1881                           | 1/2                                           |                                                         |                                                              |
|                                          | 47                                       |                                          | Nelson W. Aldrich                        | Repubblicano                             | 1 ottobre 1881                           | 1/2                                           | 3 marzo 1911                                            | Eletto per terminare il mandato                              |
| 18                                       | 48                                       |                                          | Nelson W. Aldrich                        | Repubblicano                             | 1 ottobre 1881                           | 1/2                                           | 3 marzo 1911                                            | Eletto per terminare il mandato                              |
| 18                                       | 49                                       |                                          | Nelson W. Aldrich                        | Repubblicano                             | 1 ottobre 1881                           | 1/2                                           | 3 marzo 1911                                            | Eletto per terminare il mandato                              |
| 18                                       | 50                                       | 1                                        | Nelson W. Aldrich                        | Repubblicano                             | 1 ottobre 1881                           | Rieletto nel 1886                             | 3 marzo 1911                                            |                                                              |
| 18                                       | 51                                       | 1                                        | Nelson W. Aldrich                        | Repubblicano                             | 1 ottobre 1881                           | Rieletto nel 1886                             | 3 marzo 1911                                            |                                                              |
| 18                                       | 52                                       | 1                                        | Nelson W. Aldrich                        | Repubblicano                             | 1 ottobre 1881                           | Rieletto nel 1886                             | 3 marzo 1911                                            |                                                              |
| 18                                       | 53                                       | 2                                        | Nelson W. Aldrich                        | Repubblicano                             | 1 ottobre 1881                           | Rieletto nel 1892                             | 3 marzo 1911                                            |                                                              |
| 18                                       | 54                                       | 2                                        | Nelson W. Aldrich                        | Repubblicano                             | 1 ottobre 1881                           | Rieletto nel 1892                             | 3 marzo 1911                                            |                                                              |
| 18                                       | 55                                       | 2                                        | Nelson W. Aldrich                        | Repubblicano                             | 1 ottobre 1881                           | Rieletto nel 1892                             | 3 marzo 1911                                            |                                                              |
| 18                                       | 56                                       | 3                                        | Nelson W. Aldrich                        | Repubblicano                             | 1 ottobre 1881                           | Rieletto nel 1898                             | 3 marzo 1911                                            |                                                              |
| 18                                       | 57                                       | 3                                        | Nelson W. Aldrich                        | Repubblicano                             | 1 ottobre 1881                           | Rieletto nel 1898                             | 3 marzo 1911                                            |                                                              |
| 18                                       | 58                                       | 3                                        | Nelson W. Aldrich                        | Repubblicano                             | 1 ottobre 1881                           | Rieletto nel 1898                             | 3 marzo 1911                                            |                                                              |
| 18                                       | 59                                       | 4                                        | Nelson W. Aldrich                        | Repubblicano                             | 1 ottobre 1881                           | Rieletto nel 1905 Ritiratosi                  | 3 marzo 1911                                            |                                                              |
| 18                                       | 60                                       | 4                                        | Nelson W. Aldrich                        | Repubblicano                             | 1 ottobre 1881                           | Rieletto nel 1905 Ritiratosi                  | 3 marzo 1911                                            |                                                              |
| 18                                       | 61                                       | 4                                        | Nelson W. Aldrich                        | Repubblicano                             | 1 ottobre 1881                           | Rieletto nel 1905 Ritiratosi                  | 3 marzo 1911                                            |                                                              |
| 19                                       |                                          | Henry F. Lippitt                         | Repubblicano                             | 4 marzo 1911                             | 3 marzo 1917                             | 62                                            | 1                                                       | Eletto nel 1910 Ha perso la rielezione                       |
| 19                                       | 63                                       | Henry F. Lippitt                         | Repubblicano                             | 4 marzo 1911                             | 3 marzo 1917                             |                                               | 1                                                       | Eletto nel 1910 Ha perso la rielezione                       |
| 19                                       | 64                                       | Henry F. Lippitt                         | Repubblicano                             | 4 marzo 1911                             | 3 marzo 1917                             |                                               | 1                                                       | Eletto nel 1910 Ha perso la rielezione                       |
| 20                                       |                                          | Peter G. Gerry                           | Democratico                              | 4 marzo 1917                             | 3 marzo 1929                             | 65                                            | 1                                                       | Eletto nel 1916                                              |
| 20                                       | 66                                       | Peter G. Gerry                           | Democratico                              | 4 marzo 1917                             | 3 marzo 1929                             |                                               | 1                                                       | Eletto nel 1916                                              |
| 20                                       | 67                                       | Peter G. Gerry                           | Democratico                              | 4 marzo 1917                             | 3 marzo 1929                             |                                               | 1                                                       | Eletto nel 1916                                              |
| 20                                       | 68                                       | Peter G. Gerry                           | Democratico                              | 4 marzo 1917                             | 3 marzo 1929                             | 2                                             | Rieletto nel 1922 Ha perso la rielezione                |                                                              |
| 20                                       | 69                                       | Peter G. Gerry                           | Democratico                              | 4 marzo 1917                             | 3 marzo 1929                             | 2                                             | Rieletto nel 1922 Ha perso la rielezione                |                                                              |
| 20                                       | 70                                       | Peter G. Gerry                           | Democratico                              | 4 marzo 1917                             | 3 marzo 1929                             | 2                                             | Rieletto nel 1922 Ha perso la rielezione                |                                                              |
| 21                                       |                                          | Felix Hebert                             | Repubblicano                             | 4 marzo 1929                             | 3 gennaio 1935                           | 71                                            | 1                                                       | Eletto nel 1928 Ha perso la rielezione                       |
| 21                                       | 72                                       | Felix Hebert                             | Repubblicano                             | 4 marzo 1929                             | 3 gennaio 1935                           |                                               | 1                                                       | Eletto nel 1928 Ha perso la rielezione                       |
| 21                                       | 73                                       | Felix Hebert                             | Repubblicano                             | 4 marzo 1929                             | 3 gennaio 1935                           |                                               | 1                                                       | Eletto nel 1928 Ha perso la rielezione                       |
| 22                                       |                                          | Peter G. Gerry                           | Democratico                              | 3 gennaio 1935                           | 3 gennaio 1947                           | 74                                            | 1                                                       | Eletto nel 1934                                              |
| 22                                       | 75                                       | Peter G. Gerry                           | Democratico                              | 3 gennaio 1935                           | 3 gennaio 1947                           |                                               | 1                                                       | Eletto nel 1934                                              |
| 22                                       | 76                                       | Peter G. Gerry                           | Democratico                              | 3 gennaio 1935                           | 3 gennaio 1947                           |                                               | 1                                                       | Eletto nel 1934                                              |
| 22                                       | 77                                       | Peter G. Gerry                           | Democratico                              | 3 gennaio 1935                           | 3 gennaio 1947                           | 2                                             | Rieletto nel 1940 Ritiratosi                            |                                                              |
| 22                                       | 78                                       | Peter G. Gerry                           | Democratico                              | 3 gennaio 1935                           | 3 gennaio 1947                           | 2                                             | Rieletto nel 1940 Ritiratosi                            |                                                              |
| 22                                       | 79                                       | Peter G. Gerry                           | Democratico                              | 3 gennaio 1935                           | 3 gennaio 1947                           | 2                                             | Rieletto nel 1940 Ritiratosi                            |                                                              |
| 23                                       |                                          | J. Howard McGrath                        | Democratico                              | 3 gennaio 1947                           | 23 agosto 1949                           | 80                                            | 1/2                                                     | Eletto nel 1946 Dimessosi per diventare Procuratore Generale |
| 23                                       | 81                                       | J. Howard McGrath                        | Democratico                              | 3 gennaio 1947                           | 23 agosto 1949                           |                                               | 1/2                                                     | Eletto nel 1946 Dimessosi per diventare Procuratore Generale |
| 24                                       |                                          | Edward L. Leahy                          | Democratico                              | 23 agosto 1949                           | 10 dicembre 1950                         | Nominati per continuare il mandato Ritiratosi | 1/2                                                     |                                                              |
| Vacante                                  | Vacante                                  | Vacante                                  | Vacante                                  | 10 dicembre 1950                         | 19 dicembre 1950                         |                                               | 1/2                                                     |                                                              |
|                                          |                                          | John Pastore                             | Democratico                              | 19 dicembre 1950                         | 28 dicembre 1976                         | Eletto per terminare il mandato               | 1/2                                                     |                                                              |
| 25                                       | 82                                       | John Pastore                             | Democratico                              | 19 dicembre 1950                         | 28 dicembre 1976                         | Eletto per terminare il mandato               | 1/2                                                     |                                                              |
| 25                                       | 83                                       | John Pastore                             | Democratico                              | 19 dicembre 1950                         | 28 dicembre 1976                         | 1                                             | Rieletto nel 1952                                       |                                                              |
| 25                                       | 84                                       | John Pastore                             | Democratico                              | 19 dicembre 1950                         | 28 dicembre 1976                         | 1                                             | Rieletto nel 1952                                       |                                                              |
| 25                                       | 85                                       | John Pastore                             | Democratico                              | 19 dicembre 1950                         | 28 dicembre 1976                         | 1                                             | Rieletto nel 1952                                       |                                                              |
| 25                                       | 86                                       | John Pastore                             | Democratico                              | 19 dicembre 1950                         | 28 dicembre 1976                         | 2                                             | Rieletto nel 1958                                       |                                                              |
| 25                                       | 87                                       | John Pastore                             | Democratico                              | 19 dicembre 1950                         | 28 dicembre 1976                         | 2                                             | Rieletto nel 1958                                       |                                                              |
| 25                                       | 88                                       | John Pastore                             | Democratico                              | 19 dicembre 1950                         | 28 dicembre 1976                         | 2                                             | Rieletto nel 1958                                       |                                                              |
| 25                                       | 89                                       | John Pastore                             | Democratico                              | 19 dicembre 1950                         | 28 dicembre 1976                         | 3                                             | Rieletto nel 1964                                       |                                                              |
| 25                                       | 90                                       | John Pastore                             | Democratico                              | 19 dicembre 1950                         | 28 dicembre 1976                         | 3                                             | Rieletto nel 1964                                       |                                                              |
| 25                                       | 91                                       | John Pastore                             | Democratico                              | 19 dicembre 1950                         | 28 dicembre 1976                         | 3                                             | Rieletto nel 1964                                       |                                                              |
| 25                                       | 92                                       | John Pastore                             | Democratico                              | 19 dicembre 1950                         | 28 dicembre 1976                         | 4                                             | Rieletto nel 1970 Ritiratosi, dimessosi anticipatamente |                                                              |
| 25                                       | 93                                       | John Pastore                             | Democratico                              | 19 dicembre 1950                         | 28 dicembre 1976                         | 4                                             | Rieletto nel 1970 Ritiratosi, dimessosi anticipatamente |                                                              |
| 25                                       | 94                                       | John Pastore                             | Democratico                              | 19 dicembre 1950                         | 28 dicembre 1976                         | 4                                             | Rieletto nel 1970 Ritiratosi, dimessosi anticipatamente |                                                              |
| 26                                       |                                          | John Chafee                              | Repubblicano                             | 28 dicembre 1976                         | 24 ottobre 1999                          | 4                                             | Nominato avendo già vinto le elezioni                   |                                                              |
| 26                                       | 95                                       | John Chafee                              | Repubblicano                             | 28 dicembre 1976                         | 24 ottobre 1999                          | 1                                             | Eletto nel 1976                                         |                                                              |
| 26                                       | 96                                       | John Chafee                              | Repubblicano                             | 28 dicembre 1976                         | 24 ottobre 1999                          | 1                                             | Eletto nel 1976                                         |                                                              |
| 26                                       | 97                                       | John Chafee                              | Repubblicano                             | 28 dicembre 1976                         | 24 ottobre 1999                          | 1                                             | Eletto nel 1976                                         |                                                              |
| 26                                       | 98                                       | John Chafee                              | Repubblicano                             | 28 dicembre 1976                         | 24 ottobre 1999                          | 2                                             | Rieletto nel 1982                                       |                                                              |
| 26                                       | 99                                       | John Chafee                              | Repubblicano                             | 28 dicembre 1976                         | 24 ottobre 1999                          | 2                                             | Rieletto nel 1982                                       |                                                              |
| 26                                       | 100                                      | John Chafee                              | Repubblicano                             | 28 dicembre 1976                         | 24 ottobre 1999                          | 2                                             | Rieletto nel 1982                                       |                                                              |
| 26                                       | 101                                      | John Chafee                              | Repubblicano                             | 28 dicembre 1976                         | 24 ottobre 1999                          | 3                                             | Rieletto nel 1988                                       |                                                              |
| 26                                       | 102                                      | John Chafee                              | Repubblicano                             | 28 dicembre 1976                         | 24 ottobre 1999                          | 3                                             | Rieletto nel 1988                                       |                                                              |
| 26                                       | 103                                      | John Chafee                              | Repubblicano                             | 28 dicembre 1976                         | 24 ottobre 1999                          | 3                                             | Rieletto nel 1988                                       |                                                              |
| 26                                       | 104                                      | John Chafee                              | Repubblicano                             | 28 dicembre 1976                         | 24 ottobre 1999                          | 1/2                                           | Rieletto nel 1994 Deceduto                              |                                                              |
| 26                                       | 105                                      | John Chafee                              | Repubblicano                             | 28 dicembre 1976                         | 24 ottobre 1999                          | 1/2                                           | Rieletto nel 1994 Deceduto                              |                                                              |
| 26                                       | 106                                      | John Chafee                              | Repubblicano                             | 28 dicembre 1976                         | 24 ottobre 1999                          | 1/2                                           | Rieletto nel 1994 Deceduto                              |                                                              |
| Vacante                                  | Vacante                                  | Vacante                                  | Vacante                                  | 24 ottobre 1999                          | 2 novembre 1999                          | 1/2                                           |                                                         |                                                              |
| 27                                       |                                          | Lincoln Chafee                           | Repubblicano                             | 2 novembre 1999                          | 3 gennaio 2007                           | 1/2                                           | Nominato per terminare il mandato                       |                                                              |
| 27                                       | 107                                      | Lincoln Chafee                           | Repubblicano                             | 2 novembre 1999                          | 3 gennaio 2007                           | 1                                             | Eletto nel 2000 Ha perso l'elezione                     |                                                              |
| 27                                       | 108                                      | Lincoln Chafee                           | Repubblicano                             | 2 novembre 1999                          | 3 gennaio 2007                           | 1                                             | Eletto nel 2000 Ha perso l'elezione                     |                                                              |
| 27                                       | 109                                      | Lincoln Chafee                           | Repubblicano                             | 2 novembre 1999                          | 3 gennaio 2007                           | 1                                             | Eletto nel 2000 Ha perso l'elezione                     |                                                              |
| 28                                       |                                          | Sheldon Whitehouse                       | Democratico                              | 3 gennaio 2007                           | in carica                                | 110                                           | 1                                                       | Eletto 2006                                                  |
| 28                                       | 111                                      | Sheldon Whitehouse                       | Democratico                              | 3 gennaio 2007                           | in carica                                |                                               | 1                                                       | Eletto 2006                                                  |
| 28                                       | 112                                      | Sheldon Whitehouse                       | Democratico                              | 3 gennaio 2007                           | in carica                                |                                               | 1                                                       | Eletto 2006                                                  |
| 28                                       | 113                                      | Sheldon Whitehouse                       | Democratico                              | 3 gennaio 2007                           | in carica                                | 2                                             | Rieletto nel 2012                                       |                                                              |
| 28                                       | 114                                      | Sheldon Whitehouse                       | Democratico                              | 3 gennaio 2007                           | in carica                                | 2                                             | Rieletto nel 2012                                       |                                                              |
| 28                                       | 115                                      | Sheldon Whitehouse                       | Democratico                              | 3 gennaio 2007                           | in carica                                | 2                                             | Rieletto nel 2012                                       |                                                              |
| 28                                       | 116                                      | Sheldon Whitehouse                       | Democratico                              | 3 gennaio 2007                           | in carica                                | 3                                             | Rieletto nel 2018                                       |                                                              |
| 28                                       | 117                                      | Sheldon Whitehouse                       | Democratico                              | 3 gennaio 2007                           | in carica                                | 3                                             | Rieletto nel 2018                                       |                                                              |
| 28                                       | 118                                      | Sheldon Whitehouse                       | Democratico                              | 3 gennaio 2007                           | in carica                                | 3                                             | Rieletto nel 2018                                       |                                                              |
| Da determinarsi con le elezioni del 2024 | Da determinarsi con le elezioni del 2024 | Da determinarsi con le elezioni del 2024 | Da determinarsi con le elezioni del 2024 | Da determinarsi con le elezioni del 2024 | Da determinarsi con le elezioni del 2024 | 119                                           |                                                         |                                                              |
| Da determinarsi con le elezioni del 2024 | Da determinarsi con le elezioni del 2024 | Da determinarsi con le elezioni del 2024 | Da determinarsi con le elezioni del 2024 | Da determinarsi con le elezioni del 2024 | Da determinarsi con le elezioni del 2024 | 120                                           |                                                         |                                                              |
| Da determinarsi con le elezioni del 2024 | Da determinarsi con le elezioni del 2024 | Da determinarsi con le elezioni del 2024 | Da determinarsi con le elezioni del 2024 | Da determinarsi con le elezioni del 2024 | Da determinarsi con le elezioni del 2024 | 121                                           |                                                         |                                                              |

| N.                                       | Foto                                     | Senatore                                 | Partito                                  | Carica                                   | Carica                                   | Congresso                       | Mandato                                             | Storia elettorale                             |
| N.                                       | Foto                                     | Senatore                                 | Partito                                  | Inizio                                   | Termine                                  | Congresso                       | Mandato                                             | Storia elettorale                             |
| ---------------------------------------- | ---------------------------------------- | ---------------------------------------- | ---------------------------------------- | ---------------------------------------- | ---------------------------------------- | ------------------------------- | --------------------------------------------------- | --------------------------------------------- |
| Vacante                                  | Vacante                                  | Vacante                                  | Vacante                                  | 29 maggio 1790                           | 7 giugno 1790                            | 1                               |                                                     | Elezione avvenuta dopo l'ammissione           |
|                                          |                                          | Joseph Stanton Jr.                       | Anti- Amministrazione                    | 7 giugno 1790                            | 3 marzo 1793                             | 1                               | 1                                                   | Eletto nel 1790                               |
| 1                                        | 2                                        | Joseph Stanton Jr.                       | Anti- Amministrazione                    | 7 giugno 1790                            | 3 marzo 1793                             |                                 | 1                                                   | Eletto nel 1790                               |
| 2                                        |                                          | William Bradford                         | Pro- Amministrazione                     | 4 marzo 1793                             | Ottobre 1797                             | 3                               | 1/2                                                 | Eletto nel 1793 Dimessosi                     |
| 2                                        | Federalista                              | William Bradford                         | 4                                        | 4 marzo 1793                             | Ottobre 1797                             |                                 | 1/2                                                 | Eletto nel 1793 Dimessosi                     |
| 2                                        | Federalista                              | William Bradford                         | 5                                        | 4 marzo 1793                             | Ottobre 1797                             |                                 | 1/2                                                 | Eletto nel 1793 Dimessosi                     |
| Vacante                                  | Vacante                                  | Vacante                                  | Vacante                                  | Ottobre 1797                             | 13 novembre 1797                         |                                 | 1/2                                                 |                                               |
| 3                                        |                                          | Ray Greene                               | Federalista                              | 13 novembre 1797                         | 5 marzo 1801                             | Eletto per terminare il mandato | 1/2                                                 |                                               |
| 3                                        | 6                                        | Ray Greene                               | Federalista                              | 13 novembre 1797                         | 5 marzo 1801                             | 1/2                             | Rieletto in 1798 Dimessosi                          |                                               |
| 3                                        | 7                                        | Ray Greene                               | Federalista                              | 13 novembre 1797                         | 5 marzo 1801                             | 1/2                             | Rieletto in 1798 Dimessosi                          |                                               |
| Vacante                                  | Vacante                                  | Vacante                                  | Vacante                                  | 5 marzo 1801                             | 6 maggio 1801                            | 1/2                             |                                                     |                                               |
|                                          |                                          | Christopher Ellery                       | Democratico- Repubblicano                | 6 maggio 1801                            | 3 marzo 1805                             | 1/2                             | Eletto per terminare il mandato Ha perso l'elezione |                                               |
| 4                                        | 8                                        | Christopher Ellery                       | Democratico- Repubblicano                | 6 maggio 1801                            | 3 marzo 1805                             | 1/2                             | Eletto per terminare il mandato Ha perso l'elezione |                                               |
| 5                                        |                                          | James Fenner                             | Democratico- Repubblicano                | 4 marzo 1805                             | Settembre 1807                           | 9                               | 1/2                                                 | Eletto nel 1804 Dimessosi                     |
| 5                                        | 10                                       | James Fenner                             | Democratico- Repubblicano                | 4 marzo 1805                             | Settembre 1807                           |                                 | 1/2                                                 | Eletto nel 1804 Dimessosi                     |
| Vacante                                  | Vacante                                  | Vacante                                  | Vacante                                  | Settembre 1807                           | 26 ottobre 1807                          |                                 | 1/2                                                 |                                               |
|                                          |                                          | Elisha Mathewson                         | Democratico- Repubblicano                | 26 ottobre 1807                          | 3 marzo 1811                             | Eletto per terminare il mandato | 1/2                                                 |                                               |
| 6                                        | 11                                       | Elisha Mathewson                         | Democratico- Repubblicano                | 26 ottobre 1807                          | 3 marzo 1811                             | Eletto per terminare il mandato | 1/2                                                 |                                               |
| 7                                        |                                          | Jeremiah B. Howell                       | Democratico- Repubblicano                | 4 marzo 1811                             | 3 marzo 1817                             | 12                              | 1                                                   | Eletto nel 1810 Ritiratosi                    |
| 7                                        | 13                                       | Jeremiah B. Howell                       | Democratico- Repubblicano                | 4 marzo 1811                             | 3 marzo 1817                             |                                 | 1                                                   | Eletto nel 1810 Ritiratosi                    |
| 7                                        | 14                                       | Jeremiah B. Howell                       | Democratico- Repubblicano                | 4 marzo 1811                             | 3 marzo 1817                             |                                 | 1                                                   | Eletto nel 1810 Ritiratosi                    |
| 8                                        |                                          | James Burrill Jr.                        | Federalista                              | 4 marzo 1817                             | 25 dicembre 1820                         | 15                              | 1/2                                                 | Eletto nel 1816 Deceduto                      |
| 8                                        | 16                                       | James Burrill Jr.                        | Federalista                              | 4 marzo 1817                             | 25 dicembre 1820                         |                                 | 1/2                                                 | Eletto nel 1816 Deceduto                      |
| Vacante                                  | Vacante                                  | Vacante                                  | Vacante                                  | 25 dicembre 1820                         | 9 gennaio 1921                           |                                 | 1/2                                                 |                                               |
|                                          |                                          | Nehemiah R. Knight                       | Democratico- Repubblicano                | 9 gennaio 1921                           | 3 marzo 1841                             | Eletto per terminare il mandato | 1/2                                                 |                                               |
| 9                                        | 17                                       | Nehemiah R. Knight                       | Democratico- Repubblicano                | 9 gennaio 1921                           | 3 marzo 1841                             | Eletto per terminare il mandato | 1/2                                                 |                                               |
| 9                                        | 18                                       | Nehemiah R. Knight                       | Democratico- Repubblicano                | 9 gennaio 1921                           | 3 marzo 1841                             | 1                               | Rieletto nel 1823                                   |                                               |
| 9                                        | Anti- Jacksoniano                        | Nehemiah R. Knight                       | 19                                       | 9 gennaio 1921                           | 3 marzo 1841                             | 1                               | Rieletto nel 1823                                   |                                               |
| 9                                        | Anti- Jacksoniano                        | Nehemiah R. Knight                       | 20                                       | 9 gennaio 1921                           | 3 marzo 1841                             | 1                               | Rieletto nel 1823                                   |                                               |
| 9                                        | Anti- Jacksoniano                        | Nehemiah R. Knight                       | 21                                       | 9 gennaio 1921                           | 3 marzo 1841                             | 2                               | Rieletto nel 1829                                   |                                               |
| 9                                        | Anti- Jacksoniano                        | Nehemiah R. Knight                       | 22                                       | 9 gennaio 1921                           | 3 marzo 1841                             | 2                               | Rieletto nel 1829                                   |                                               |
| 9                                        | Anti- Jacksoniano                        | Nehemiah R. Knight                       | 23                                       | 9 gennaio 1921                           | 3 marzo 1841                             | 2                               | Rieletto nel 1829                                   |                                               |
| 9                                        | Anti- Jacksoniano                        | Nehemiah R. Knight                       | 24                                       | 9 gennaio 1921                           | 3 marzo 1841                             | 3                               | Rieletto nel 1835                                   |                                               |
| 9                                        | Whig                                     | Nehemiah R. Knight                       | 25                                       | 9 gennaio 1921                           | 3 marzo 1841                             | 3                               | Rieletto nel 1835                                   |                                               |
| 9                                        | Whig                                     | Nehemiah R. Knight                       | 26                                       | 9 gennaio 1921                           | 3 marzo 1841                             | 3                               | Rieletto nel 1835                                   |                                               |
| 10                                       |                                          | James F. Simmons                         | Whig                                     | 4 marzo 1841                             | 3 marzo 1847                             | 27                              | 1                                                   | Eletto nel 1841 Ha perso la rielezione        |
| 10                                       | 28                                       | James F. Simmons                         | Whig                                     | 4 marzo 1841                             | 3 marzo 1847                             |                                 | 1                                                   | Eletto nel 1841 Ha perso la rielezione        |
| 10                                       | 29                                       | James F. Simmons                         | Whig                                     | 4 marzo 1841                             | 3 marzo 1847                             |                                 | 1                                                   | Eletto nel 1841 Ha perso la rielezione        |
| 11                                       |                                          | John Hopkins Clarke                      | Whig                                     | 4 marzo 1847                             | 3 marzo 1853                             | 30                              | 1                                                   | Eletto nel 1847                               |
| 11                                       | 31                                       | John Hopkins Clarke                      | Whig                                     | 4 marzo 1847                             | 3 marzo 1853                             |                                 | 1                                                   | Eletto nel 1847                               |
| 11                                       | 32                                       | John Hopkins Clarke                      | Whig                                     | 4 marzo 1847                             | 3 marzo 1853                             |                                 | 1                                                   | Eletto nel 1847                               |
| Vacante                                  | Vacante                                  | Vacante                                  | Vacante                                  | 4 marzo 1853                             | 20 luglio 1853                           | 33                              | 1/2                                                 | Elezione non ruscita                          |
|                                          |                                          | Philip Allen                             | Democratico                              | 20 luglio 1853                           | 3 marzo 1859                             | 33                              | 1/2                                                 | Eletto in ritardo Ritiratosi                  |
| 12                                       | 34                                       | Philip Allen                             | Democratico                              | 20 luglio 1853                           | 3 marzo 1859                             |                                 | 1/2                                                 | Eletto in ritardo Ritiratosi                  |
| 12                                       | 35                                       | Philip Allen                             | Democratico                              | 20 luglio 1853                           | 3 marzo 1859                             |                                 | 1/2                                                 | Eletto in ritardo Ritiratosi                  |
| 13                                       |                                          | Henry B. Anthony                         | Repubblicano                             | 4 marzo 1859                             | 2 settembre 1884                         | 36                              | 1                                                   | Eletto nel 1858                               |
| 13                                       | 37                                       | Henry B. Anthony                         | Repubblicano                             | 4 marzo 1859                             | 2 settembre 1884                         |                                 | 1                                                   | Eletto nel 1858                               |
| 13                                       | 38                                       | Henry B. Anthony                         | Repubblicano                             | 4 marzo 1859                             | 2 settembre 1884                         |                                 | 1                                                   | Eletto nel 1858                               |
| 13                                       | 39                                       | Henry B. Anthony                         | Repubblicano                             | 4 marzo 1859                             | 2 settembre 1884                         | 2                               | Rieletto nel 1864                                   |                                               |
| 13                                       | 40                                       | Henry B. Anthony                         | Repubblicano                             | 4 marzo 1859                             | 2 settembre 1884                         | 2                               | Rieletto nel 1864                                   |                                               |
| 13                                       | 41                                       | Henry B. Anthony                         | Repubblicano                             | 4 marzo 1859                             | 2 settembre 1884                         | 2                               | Rieletto nel 1864                                   |                                               |
| 13                                       | 42                                       | Henry B. Anthony                         | Repubblicano                             | 4 marzo 1859                             | 2 settembre 1884                         | 3                               | Rieletto nel 1870                                   |                                               |
| 13                                       | 43                                       | Henry B. Anthony                         | Repubblicano                             | 4 marzo 1859                             | 2 settembre 1884                         | 3                               | Rieletto nel 1870                                   |                                               |
| 13                                       | 44                                       | Henry B. Anthony                         | Repubblicano                             | 4 marzo 1859                             | 2 settembre 1884                         | 3                               | Rieletto nel 1870                                   |                                               |
| 13                                       | 45                                       | Henry B. Anthony                         | Repubblicano                             | 4 marzo 1859                             | 2 settembre 1884                         | 4                               | Rieletto nel 1876                                   |                                               |
| 13                                       | 46                                       | Henry B. Anthony                         | Repubblicano                             | 4 marzo 1859                             | 2 settembre 1884                         | 4                               | Rieletto nel 1876                                   |                                               |
| 13                                       | 47                                       | Henry B. Anthony                         | Repubblicano                             | 4 marzo 1859                             | 2 settembre 1884                         | 4                               | Rieletto nel 1876                                   |                                               |
| 13                                       | 48                                       | Henry B. Anthony                         | Repubblicano                             | 4 marzo 1859                             | 2 settembre 1884                         | 1/2                             | Rieletto nel 1883 Deceduto                          |                                               |
| Vacante                                  | Vacante                                  | Vacante                                  | Vacante                                  | 2 settembre 1884                         | 19 novembre 1884                         | 1/2                             |                                                     |                                               |
| 14                                       | 48                                       |                                          | William P. Sheffield                     | Repubblicano                             | 19 novembre 1884                         | 1/2                             | 20 gennaio 1885                                     | Nominato per continuare il mandato Ritiratosi |
|                                          | 48                                       |                                          | Jonathan Chace                           | Repubblicano                             | 20 gennaio 1885                          | 1/2                             | 10 aprile 1889                                      | Eletto per terminare il mandato               |
| 15                                       | 49                                       |                                          | Jonathan Chace                           | Repubblicano                             | 20 gennaio 1885                          | 1/2                             | 10 aprile 1889                                      | Eletto per terminare il mandato               |
| 15                                       | 50                                       |                                          | Jonathan Chace                           | Repubblicano                             | 20 gennaio 1885                          | 1/2                             | 10 aprile 1889                                      | Eletto per terminare il mandato               |
| 15                                       | 51                                       | 1/2                                      | Jonathan Chace                           | Repubblicano                             | 20 gennaio 1885                          | Rieletto nel 1889 Dimessosi     | 10 aprile 1889                                      |                                               |
|                                          | 51                                       | 1/2                                      |                                          | Nathan F. Dixon, III                     | Repubblicano                             | 10 aprile 1889                  | 3 marzo 1895                                        | Eletto per terminare il mandato Ritiratosi    |
| 16                                       | 52                                       | 1/2                                      |                                          | Nathan F. Dixon, III                     | Repubblicano                             | 10 aprile 1889                  | 3 marzo 1895                                        | Eletto per terminare il mandato Ritiratosi    |
| 16                                       | 53                                       | 1/2                                      |                                          | Nathan F. Dixon, III                     | Repubblicano                             | 10 aprile 1889                  | 3 marzo 1895                                        | Eletto per terminare il mandato Ritiratosi    |
| 17                                       |                                          | George P. Wetmore                        | Repubblicano                             | 4 marzo 1895                             | 3 marzo 1907                             | 54                              | 1                                                   | Eletto nel 1894                               |
| 17                                       | 55                                       | George P. Wetmore                        | Repubblicano                             | 4 marzo 1895                             | 3 marzo 1907                             |                                 | 1                                                   | Eletto nel 1894                               |
| 17                                       | 56                                       | George P. Wetmore                        | Repubblicano                             | 4 marzo 1895                             | 3 marzo 1907                             |                                 | 1                                                   | Eletto nel 1894                               |
| 17                                       | 57                                       | George P. Wetmore                        | Repubblicano                             | 4 marzo 1895                             | 3 marzo 1907                             | 2                               | Rieletto nel 1900                                   |                                               |
| 17                                       | 58                                       | George P. Wetmore                        | Repubblicano                             | 4 marzo 1895                             | 3 marzo 1907                             | 2                               | Rieletto nel 1900                                   |                                               |
| 17                                       | 59                                       | George P. Wetmore                        | Repubblicano                             | 4 marzo 1895                             | 3 marzo 1907                             | 2                               | Rieletto nel 1900                                   |                                               |
| 17                                       | Vacante                                  | Vacante                                  | 4 marzo 1907                             | 22 gennaio 1908                          | 60                                       | 3                               | Elezione non riuscita                               |                                               |
| 17                                       |                                          | Repubblicano                             | 22 gennaio 1908                          | 3 marzo 1913                             | 60                                       | 3                               | Eletto in ritardo Ritiratosi                        |                                               |
| 17                                       | George P. Wetmore                        | Repubblicano                             | 22 gennaio 1908                          | 3 marzo 1913                             | 61                                       | 3                               | Eletto in ritardo Ritiratosi                        |                                               |
| 17                                       | George P. Wetmore                        | Repubblicano                             | 22 gennaio 1908                          | 3 marzo 1913                             | 62                                       | 3                               | Eletto in ritardo Ritiratosi                        |                                               |
| 18                                       |                                          | LeBaron B. Colt                          | Repubblicano                             | 4 marzo 1913                             | 18 agosto 1924                           | 63                              |                                                     | Eletto nel 1913                               |
| 18                                       | 64                                       | LeBaron B. Colt                          | Repubblicano                             | 4 marzo 1913                             | 18 agosto 1924                           |                                 |                                                     | Eletto nel 1913                               |
| 18                                       | 65                                       | LeBaron B. Colt                          | Repubblicano                             | 4 marzo 1913                             | 18 agosto 1924                           |                                 |                                                     | Eletto nel 1913                               |
| 18                                       | 66                                       | LeBaron B. Colt                          | Repubblicano                             | 4 marzo 1913                             | 18 agosto 1924                           | 1/2                             | Rieletto nel 1918 Deceduto                          |                                               |
| 18                                       | 67                                       | LeBaron B. Colt                          | Repubblicano                             | 4 marzo 1913                             | 18 agosto 1924                           | 1/2                             | Rieletto nel 1918 Deceduto                          |                                               |
| 18                                       | 68                                       | LeBaron B. Colt                          | Repubblicano                             | 4 marzo 1913                             | 18 agosto 1924                           | 1/2                             | Rieletto nel 1918 Deceduto                          |                                               |
| Vacante                                  | Vacante                                  | Vacante                                  | Vacante                                  | 18 agosto 1924                           | 4 novembre 1924                          | 1/2                             |                                                     |                                               |
| 19                                       |                                          | Jesse H. Metcalf                         | Repubblicano                             | 4 novembre 1924                          | 3 gennaio 1937                           | 1/2                             | Eletto per terminare il mandato                     |                                               |
| 19                                       | 69                                       | Jesse H. Metcalf                         | Repubblicano                             | 4 novembre 1924                          | 3 gennaio 1937                           | 1                               | Eletto nel 1924                                     |                                               |
| 19                                       | 40                                       | Jesse H. Metcalf                         | Repubblicano                             | 4 novembre 1924                          | 3 gennaio 1937                           | 1                               | Eletto nel 1924                                     |                                               |
| 19                                       | 71                                       | Jesse H. Metcalf                         | Repubblicano                             | 4 novembre 1924                          | 3 gennaio 1937                           | 1                               | Eletto nel 1924                                     |                                               |
| 19                                       | 72                                       | Jesse H. Metcalf                         | Repubblicano                             | 4 novembre 1924                          | 3 gennaio 1937                           | 2                               | Rieletto nel 1930 Ha perso la rielezione            |                                               |
| 19                                       | 73                                       | Jesse H. Metcalf                         | Repubblicano                             | 4 novembre 1924                          | 3 gennaio 1937                           | 2                               | Rieletto nel 1930 Ha perso la rielezione            |                                               |
| 19                                       | 74                                       | Jesse H. Metcalf                         | Repubblicano                             | 4 novembre 1924                          | 3 gennaio 1937                           | 2                               | Rieletto nel 1930 Ha perso la rielezione            |                                               |
| 20                                       |                                          | Theodore F. Green                        | Democratico                              | 3 gennaio 1937                           | 3 gennaio 1961                           | 75                              | 1                                                   | Eletto nel 1936                               |
| 20                                       | 76                                       | Theodore F. Green                        | Democratico                              | 3 gennaio 1937                           | 3 gennaio 1961                           |                                 | 1                                                   | Eletto nel 1936                               |
| 20                                       | 77                                       | Theodore F. Green                        | Democratico                              | 3 gennaio 1937                           | 3 gennaio 1961                           |                                 | 1                                                   | Eletto nel 1936                               |
| 20                                       | 78                                       | Theodore F. Green                        | Democratico                              | 3 gennaio 1937                           | 3 gennaio 1961                           | 2                               | Rieletto nel 1942                                   |                                               |
| 20                                       | 79                                       | Theodore F. Green                        | Democratico                              | 3 gennaio 1937                           | 3 gennaio 1961                           | 2                               | Rieletto nel 1942                                   |                                               |
| 20                                       | 80                                       | Theodore F. Green                        | Democratico                              | 3 gennaio 1937                           | 3 gennaio 1961                           | 2                               | Rieletto nel 1942                                   |                                               |
| 20                                       | 81                                       | Theodore F. Green                        | Democratico                              | 3 gennaio 1937                           | 3 gennaio 1961                           | 3                               | Rieletto nel 1948                                   |                                               |
| 20                                       | 82                                       | Theodore F. Green                        | Democratico                              | 3 gennaio 1937                           | 3 gennaio 1961                           | 3                               | Rieletto nel 1948                                   |                                               |
| 20                                       | 83                                       | Theodore F. Green                        | Democratico                              | 3 gennaio 1937                           | 3 gennaio 1961                           | 3                               | Rieletto nel 1948                                   |                                               |
| 20                                       | 84                                       | Theodore F. Green                        | Democratico                              | 3 gennaio 1937                           | 3 gennaio 1961                           | 4                               | Rieletto nel 1954 Ritiratosi                        |                                               |
| 20                                       | 85                                       | Theodore F. Green                        | Democratico                              | 3 gennaio 1937                           | 3 gennaio 1961                           | 4                               | Rieletto nel 1954 Ritiratosi                        |                                               |
| 20                                       | 86                                       | Theodore F. Green                        | Democratico                              | 3 gennaio 1937                           | 3 gennaio 1961                           | 4                               | Rieletto nel 1954 Ritiratosi                        |                                               |
| 21                                       |                                          | Claiborne Pell                           | Democratico                              | 3 gennaio 1961                           | 3 gennaio 1997                           | 87                              | 1                                                   | Eletto nel 1960                               |
| 21                                       | 88                                       | Claiborne Pell                           | Democratico                              | 3 gennaio 1961                           | 3 gennaio 1997                           |                                 | 1                                                   | Eletto nel 1960                               |
| 21                                       | 89                                       | Claiborne Pell                           | Democratico                              | 3 gennaio 1961                           | 3 gennaio 1997                           |                                 | 1                                                   | Eletto nel 1960                               |
| 21                                       | 90                                       | Claiborne Pell                           | Democratico                              | 3 gennaio 1961                           | 3 gennaio 1997                           | 2                               | Rieletto nel 1966                                   |                                               |
| 21                                       | 91                                       | Claiborne Pell                           | Democratico                              | 3 gennaio 1961                           | 3 gennaio 1997                           | 2                               | Rieletto nel 1966                                   |                                               |
| 21                                       | 92                                       | Claiborne Pell                           | Democratico                              | 3 gennaio 1961                           | 3 gennaio 1997                           | 2                               | Rieletto nel 1966                                   |                                               |
| 21                                       | 93                                       | Claiborne Pell                           | Democratico                              | 3 gennaio 1961                           | 3 gennaio 1997                           | 3                               | Rieletto nel 1972                                   |                                               |
| 21                                       | 94                                       | Claiborne Pell                           | Democratico                              | 3 gennaio 1961                           | 3 gennaio 1997                           | 3                               | Rieletto nel 1972                                   |                                               |
| 21                                       | 95                                       | Claiborne Pell                           | Democratico                              | 3 gennaio 1961                           | 3 gennaio 1997                           | 3                               | Rieletto nel 1972                                   |                                               |
| 21                                       | 96                                       | Claiborne Pell                           | Democratico                              | 3 gennaio 1961                           | 3 gennaio 1997                           | 4                               | Rieletto nel 1978                                   |                                               |
| 21                                       | 97                                       | Claiborne Pell                           | Democratico                              | 3 gennaio 1961                           | 3 gennaio 1997                           | 4                               | Rieletto nel 1978                                   |                                               |
| 21                                       | 98                                       | Claiborne Pell                           | Democratico                              | 3 gennaio 1961                           | 3 gennaio 1997                           | 4                               | Rieletto nel 1978                                   |                                               |
| 21                                       | 99                                       | Claiborne Pell                           | Democratico                              | 3 gennaio 1961                           | 3 gennaio 1997                           | 5                               | Rieletto nel 1984                                   |                                               |
| 21                                       | 100                                      | Claiborne Pell                           | Democratico                              | 3 gennaio 1961                           | 3 gennaio 1997                           | 5                               | Rieletto nel 1984                                   |                                               |
| 21                                       | 101                                      | Claiborne Pell                           | Democratico                              | 3 gennaio 1961                           | 3 gennaio 1997                           | 5                               | Rieletto nel 1984                                   |                                               |
| 21                                       | 102                                      | Claiborne Pell                           | Democratico                              | 3 gennaio 1961                           | 3 gennaio 1997                           | 6                               | Rieletto nel 1990 Ritiratosi                        |                                               |
| 21                                       | 103                                      | Claiborne Pell                           | Democratico                              | 3 gennaio 1961                           | 3 gennaio 1997                           | 6                               | Rieletto nel 1990 Ritiratosi                        |                                               |
| 21                                       | 104                                      | Claiborne Pell                           | Democratico                              | 3 gennaio 1961                           | 3 gennaio 1997                           | 6                               | Rieletto nel 1990 Ritiratosi                        |                                               |
| 22                                       |                                          | Jack Reed                                | Democratico                              | 3 gennaio 1997                           | in carica                                | 105                             | 1                                                   | Eletto nel 1996                               |
| 22                                       | 106                                      | Jack Reed                                | Democratico                              | 3 gennaio 1997                           | in carica                                |                                 | 1                                                   | Eletto nel 1996                               |
| 22                                       | 107                                      | Jack Reed                                | Democratico                              | 3 gennaio 1997                           | in carica                                |                                 | 1                                                   | Eletto nel 1996                               |
| 22                                       | 108                                      | Jack Reed                                | Democratico                              | 3 gennaio 1997                           | in carica                                | 2                               | Rieletto nel 2002                                   |                                               |
| 22                                       | 109                                      | Jack Reed                                | Democratico                              | 3 gennaio 1997                           | in carica                                | 2                               | Rieletto nel 2002                                   |                                               |
| 22                                       | 110                                      | Jack Reed                                | Democratico                              | 3 gennaio 1997                           | in carica                                | 2                               | Rieletto nel 2002                                   |                                               |
| 22                                       | 111                                      | Jack Reed                                | Democratico                              | 3 gennaio 1997                           | in carica                                | 3                               | Rieletto nel 2008                                   |                                               |
| 22                                       | 112                                      | Jack Reed                                | Democratico                              | 3 gennaio 1997                           | in carica                                | 3                               | Rieletto nel 2008                                   |                                               |
| 22                                       | 113                                      | Jack Reed                                | Democratico                              | 3 gennaio 1997                           | in carica                                | 3                               | Rieletto nel 2008                                   |                                               |
| 22                                       | 114                                      | Jack Reed                                | Democratico                              | 3 gennaio 1997                           | in carica                                | 4                               | Rieletto nel 2014                                   |                                               |
| 22                                       | 115                                      | Jack Reed                                | Democratico                              | 3 gennaio 1997                           | in carica                                | 4                               | Rieletto nel 2014                                   |                                               |
| 22                                       | 116                                      | Jack Reed                                | Democratico                              | 3 gennaio 1997                           | in carica                                | 4                               | Rieletto nel 2014                                   |                                               |
| 22                                       | 117                                      | Jack Reed                                | Democratico                              | 3 gennaio 1997                           | in carica                                | 5                               | Rieletto nel 2020                                   |                                               |
| 22                                       | 118                                      | Jack Reed                                | Democratico                              | 3 gennaio 1997                           | in carica                                | 5                               | Rieletto nel 2020                                   |                                               |
| 22                                       | 119                                      | Jack Reed                                | Democratico                              | 3 gennaio 1997                           | in carica                                | 5                               | Rieletto nel 2020                                   |                                               |
| Da determinarsi con le elezioni del 2026 | Da determinarsi con le elezioni del 2026 | Da determinarsi con le elezioni del 2026 | Da determinarsi con le elezioni del 2026 | Da determinarsi con le elezioni del 2026 | Da determinarsi con le elezioni del 2026 | 120                             |                                                     |                                               |
| Da determinarsi con le elezioni del 2026 | Da determinarsi con le elezioni del 2026 | Da determinarsi con le elezioni del 2026 | Da determinarsi con le elezioni del 2026 | Da determinarsi con le elezioni del 2026 | Da determinarsi con le elezioni del 2026 | 121                             |                                                     |                                               |
| Da determinarsi con le elezioni del 2026 | Da determinarsi con le elezioni del 2026 | Da determinarsi con le elezioni del 2026 | Da determinarsi con le elezioni del 2026 | Da determinarsi con le elezioni del 2026 | Da determinarsi con le elezioni del 2026 | 122                             |                                                     |                                               |